# Sphingomima heterodoxa
Sphingomima heterodoxa är en fjärilsart som beskrevs av W. Warren 1899. Sphingomima heterodoxa ingår i släktet Sphingomima och familjen mätare. Inga underarter finns listade i Catalogue of Life.